# Synagoga Rachmila Szifowicza w Łodzi
Synagoga Rachmila Szifowicza w Łodzi – prywatny dom modlitwy znajdujący się w Łodzi przy ulicy Piotrkowskiej 29.
Synagoga została założona w 1891 roku z inicjatywy Rachmila Szifowicza. Podczas II wojny światowej hitlerowcy zdewastowali synagogę.  